# Gorzyń Wielkopolski
Gorzyń Wielkopolski – przystanek osobowy na trasie linii kolejowej nr 373 (Międzychód-Zbąszyń), położony we wsi Gorzyń, w woj. wielkopolskim, w powiecie międzychodzkim, w centralnej części gminy Międzychód.

## Ruch kolejowy
Osobowy ruch kolejowy wstrzymano 28 listopada 2005 roku.

## Infrastruktura kolejowa
Tor główny jest przejezdny, zaś tor ładunkowy częściowo rozebrany – zdemontowana została zwrotnica zw1, zwrotnica zw2 w obrębie rampy oraz krzyżownica w zwrotnicy nr 3.

## Zespół dworca kolejowego
Budynek stacyjny i magazyn są w stanie dobrym. W obrębie stacji znajduje się jeszcze szalet, który został zaadaptowany do innych celów.